# Högbergen
Högbergen eller Högberget är ett cirka 50 meter högt berg på gränsen mellan Jomala och Hammarland på Åland. På berget finns ett sockenröse. Berget ligger öster om Landskapsväg 1 vid Långträsk.